# Języki kongo-saharyjskie
Języki kongo-saharyjskie lub nigero-saharyjskie – fyla językowa, zaproponowana w 1972 r. przez E. A. Gregersena, mająca łączyć języki nilo-saharyjskie z nigero-kongijskimi (łącznie z wydzielanymi spośród nich według niektórych klasyfikacji językami kordofańskimi i językami mande). Istnienie fyli kongo-saharyjskiej jest dziś kwestionowane przez wielu językoznawców. Z drugiej strony niektórzy specjaliści próbują ostatnio ponownie udowodnić jej prawdziwość. Według niektórych specjalistów języki te są spokrewnione również z indopacyficznymi (z drugiej strony samo istnienie rodziny indopacyficznej jest kontrowersyjne).
Gregersen zaproponował następujący podział języków kongo-saharyjskich:
Języki kongo-saharyjskie
- języki nilo-saharyjskie
- języki kordofańskie
- języki mande
- języki atlantycko-kongijskie

języki zachodnioatlantyckie
języki adamawa-ubangi
języki wolta-kongijskie
języki gur
języki benue-kwa
języki benue-kwa A
języki bantuidalne
języki plateau
języki Cross-River I
języki benue-kwa B
języki dżunkunoidalne
języki benue-kwa C
języki Cross-River II
języki Cross-River III
języki ibo
języki wschodnie kwa
języki zachodnie kwa (benue-kwa D)